# أدمير فيلاجيتش
أدمير فيلاجيتش مواليد 19 أكتوبر 1975 في موستار، جمهورية يوغوسلافيا الاشتراكية الاتحادية، هو لاعب كرة قدم بوسني دولي سابق كان يلعب كلاعب وسط.

## المسيرة الاحترافية

### أندية لعب لها
- فيليز موستار

## وصلات خارجية
- أدمير فيلاجيتش على موقع قاعدة بيانات كرة القدم.إي يو (الإنجليزية)
- أدمير فيلاجيتش على موقع ناشيونال فوتبول تيمز (الإنجليزية)